# Löderup
Löderup är en tätort i Ystads kommun och kyrkby i Löderups socken vid Skånes sydöstra hörn.

## Historia
Orten erhöll järnvägsförbindelse genom den 1894 öppnade Ystad-Gärsnäs Järnväg (YGJ), vilken 1905 sammanslogs med Gärsnäs-S:t Olofs Järnväg (GStOJ) till Ystad-Gärsnäs-S:t Olofs järnväg (YGStOJ, förstatligad 1941 och nedlagd 1970).
I Löderup ägde ett rånmord rum 1898, kallat Löderupsdramat.
Löderup är beläget i både Löderups socken (där orten är kyrkby) och Hörups socken och ingick efter kommunreformen 1862 i Löderups landskommun och Hörups landskommun. I båda dessa landskommuner inrättades för orten 18 juni 1927 Löderups municipalsamhälle, vilket upplöstes 31 december 1958. Orten ingår sedan 1971 i Ystads kommun.

### Befolkningsutveckling
| Befolkningsutvecklingen i Löderup 1960–2020 | Befolkningsutvecklingen i Löderup 1960–2020 | Befolkningsutvecklingen i Löderup 1960–2020 | Befolkningsutvecklingen i Löderup 1960–2020 | Befolkningsutvecklingen i Löderup 1960–2020 |
| ------------------------------------------- | ------------------------------------------- | ------------------------------------------- | ------------------------------------------- | ------------------------------------------- |
|                                             |                                             |                                             |                                             |                                             |
| År                                          |                                             |                                             | Folkmängd                                   | Areal (ha)                                  |
| 1960                                        | 1960                                        |                                             | 598                                         |                                             |
| 1965                                        | 1965                                        |                                             | 545                                         |                                             |
| 1970                                        | 1970                                        |                                             | 543                                         |                                             |
| 1975                                        | 1975                                        |                                             | 526                                         |                                             |
| 1980                                        | 1980                                        |                                             | 540                                         |                                             |
| 1990                                        | 1990                                        |                                             | 520                                         | 63                                          |
| 1995                                        | 1995                                        |                                             | 523                                         | 63                                          |
| 2000                                        | 2000                                        |                                             | 527                                         | 63                                          |
| 2005                                        | 2005                                        |                                             | 558                                         | 63                                          |
| 2010                                        | 2010                                        |                                             | 550                                         | 63                                          |
| 2015                                        | 2015                                        |                                             | 614                                         | 88                                          |
| 2020                                        | 2020                                        |                                             | 628                                         | 89                                          |
|                                             |                                             |                                             |                                             |                                             |

## Samhället
I Löderup ligger Löderups kyrka.

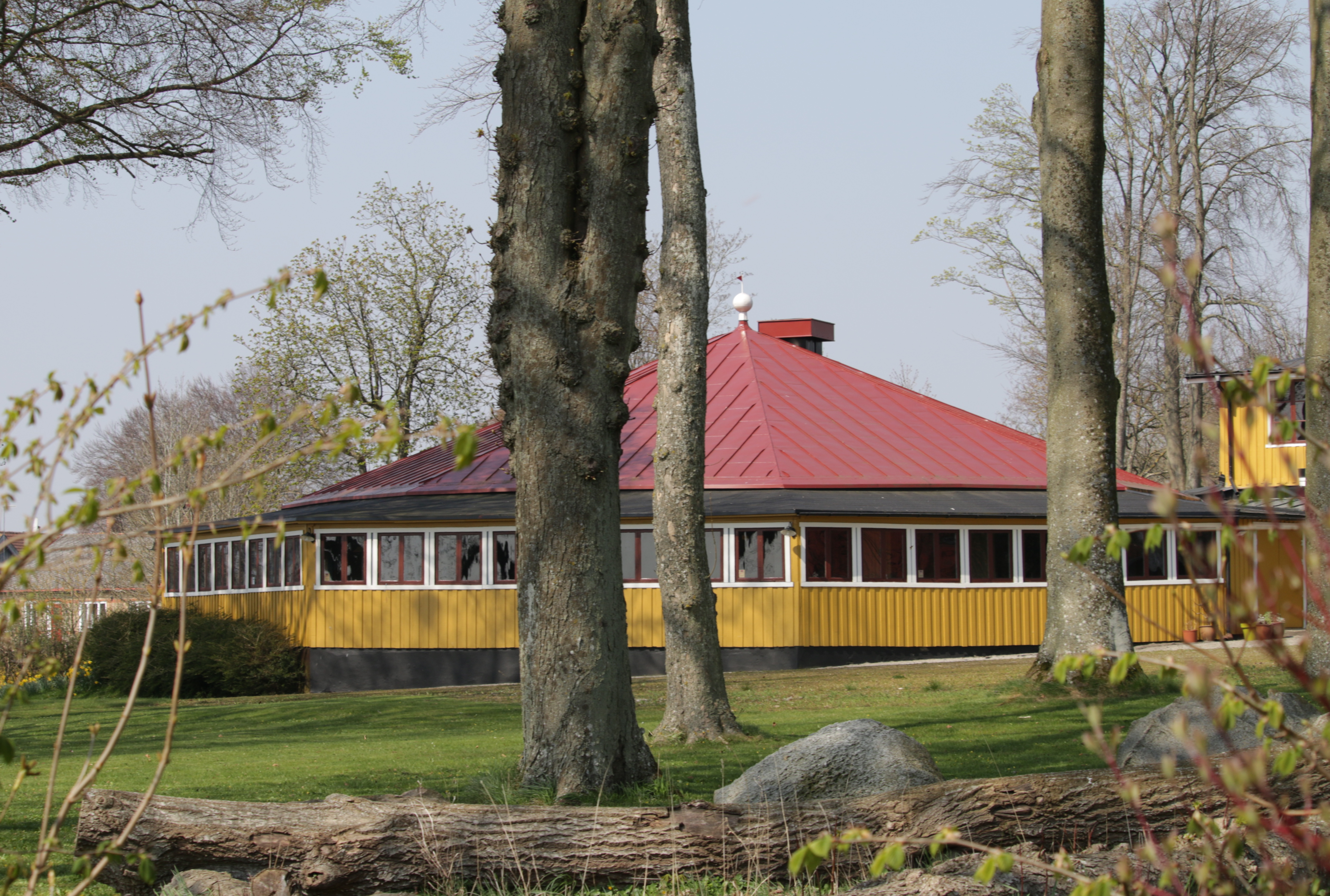
Dansrotundan Solhällan.

På somrarna växer Löderup och dess närområde rejält, det finns nästan lika många gästbäddar (540 st) som invånare, lägg därtill camping med 200 gästplatser och 318 fritidshus.

## Personer från Löderup
I Löderup föddes arkitekten Nils Nordén (1861–1922). Den kände konstnären Ola Billgren var född i Köpenhamn 1940, men uppvuxen i Löderup och begravd 2001 på Löderups kyrkogård.
I Henning Mankells polisromaner bor huvudpersonen Kurt Wallanders far här. 

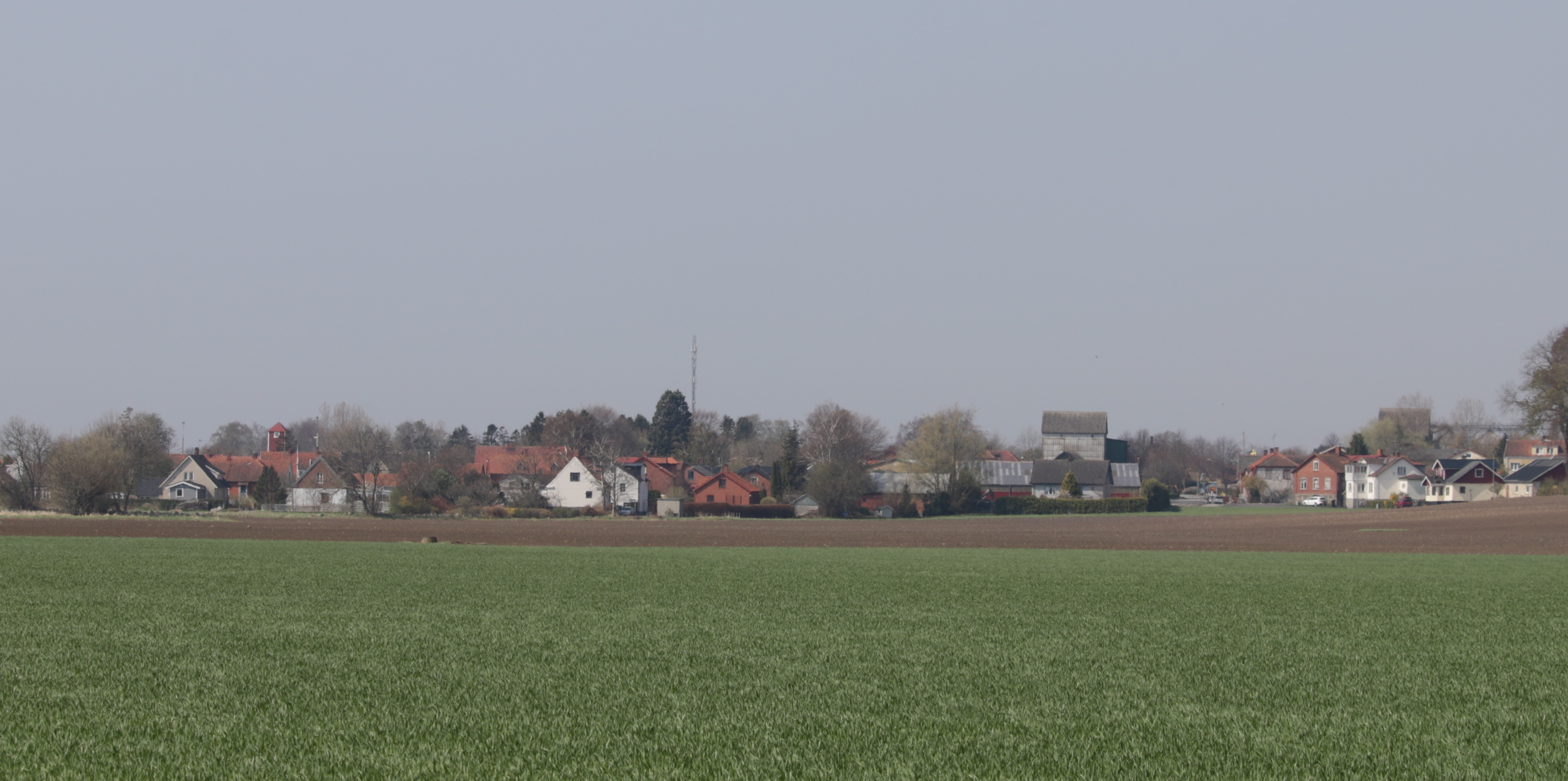
Löderup på avstånd.